# 3 de 6
El 3 de 6 és un castell de 6 pisos d'alçada i 3 persones per pis en el seu tronc, excepte els tres pisos superiors que són formats, com en la majoria de castells, per una parella de dosos, un aixecador i l'enxaneta.
Un dels dosos es col·loca dret sobre les espatlles del quart, culminant el pilar sovint anomenat rengla, mentre que l'altre dos es col·loca de cames obertes sobre l'espatlla dreta d'un quart (el de la dreta de la rengla) i l'espatlla esquerra de l'altre quart (el de l'esquerra de la rengla). Així, cadascun dels pilars es distingeix amb el nom de rengla, dreta (o plena) i esquerra (o buida).

## Variants
El 3 de 6 té diverses variants:

## Galeria d'imatges

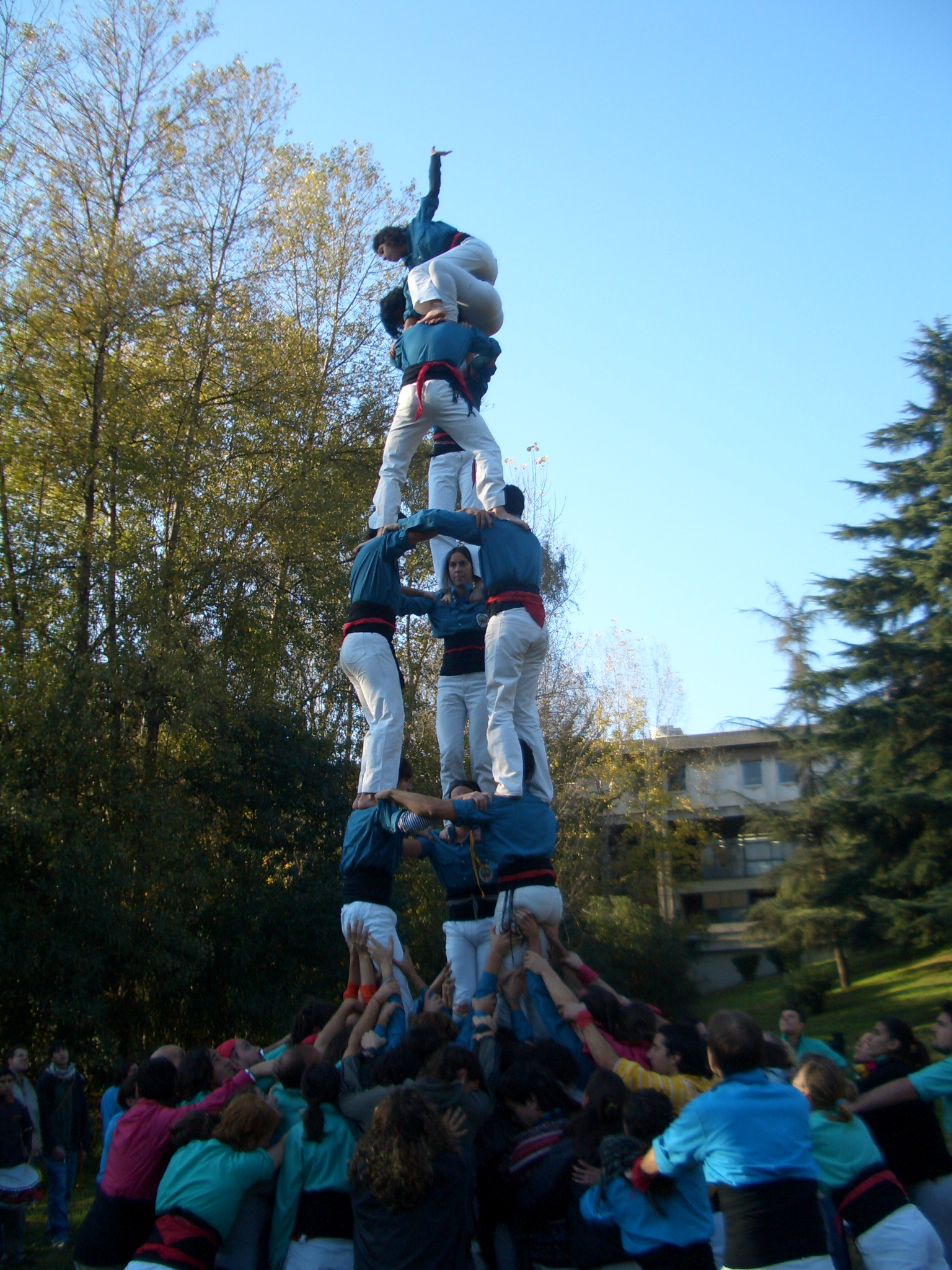
3 de 6 dels Ganàpies de l'Autònoma